# Постальтерация
Постальтерация — термин, встречающийся в музыковедческой литературе, для обозначения процессов в позднеромантической гармонии (поздний Брукнер и Малер), и музыки Скрябина, в частности. Если в обычной альтерации традиционно наличествуют три стадии: приготовление, собственно альтерация и разрешение, то в постальтерации отбрасываются её крайние стадии, представляя тем самым альтерирoванный аккорд, в качестве самодостаточной гармонической единицы, не зависящей от подготовительной (подход) и завершающей (разрешение) фаз, Примеры: Брукнер, Девятая Симфония, Адажио, вступление; Малер, Восьмая Симфония, финал, хоровой раздел «Аlles Vergängliche ist nur ein Gleichnis»; Скрябин, Третъя Симфония, 1-я часть, вступление; Скрябин, Седьмая Соната.